# Contea di Mengla
La contea di Mengla (勐腊县S, Měnglà XiànP) è una contea della Cina, situata nella provincia di Yunnan e amministrata dalla prefettura autonoma dai di Xishuangbanna.